# Мгебров-Чекан, Котя
Иван „Котя“ Александрович Мгебров-Чекан (1 августа 1913, Териоки, Великое княжество Финляндское — 24 апреля 1922, Петроград) — юный актёр-агитатор, трагически погибший в апреле 1922 года. Похоронен на Марсовом поле в Санкт-Петербурге.

## Биография
Родился 1 августа 1913 года в Териоки, Финляндия (ныне Зеленогорск) в семье артистов Александра Авельевича Мгеброва и Виктории Владимировны Чекан.
Начиная с 1918 года выступает перед пролетарскими аудиториями в качестве чтеца революционных стихов.
Играл в спектаклях, поставленных отцом в театре «Художественная арена Петропролеткульта» (впоследствии — «Рабочий Революционный Героический театр») — в частности, в таких постановках, как «Взятие Бастилии» Ромена Роллана и «Легенда о коммунаре» драматурга-самоучки П. С. Козлова. Был зачислен в штат театра артистом-чтецом.
Во время наступления Юденича на Петроград в 1919 году вместе с артистами Героического театра выступал перед красноармейцами под Красной Горкой.
В 1921 году под Кронштадтом выступает перед солдатами, участвующими в подавлении Кронштадтского восстания.

## Гибель
Жизнь маленького Коти оборвалась в 9 лет: 22 апреля 1922 года, когда он ехал в трамвае, какой-то неизвестный, стоявший выше на площадке, столкнул его под колёса. Спустя много лет, в 1973 году, был опубликован очерк Григория Мейлицева и Ирины Сидоровой «Гаврош Красного Петрограда», в котором авторы приводят подробности гибели Коти со слов Пети Осташенко, ставшего очевидцем трагического происшествия: 

«Рассказал о гибели Коти его товарищ Петя Осташенко. 

 Сегодня Пётр Петрович Осташенко… — единственный свидетель, который помнит обстоятельства трагедии, происшедшей 22 апреля 1922 года на мосту имени Белинского через Фонтанку. 

 В тот день к мальчикам, стоявшим у подъезда, подошёл живший в доме напротив парень по прозвищу Васька Дымогар. Его не любили, был он драчуном, задирой, постоянным обидчиком малышей. Подошёл он, как всегда, с независимым видом, закурил длинную тонкую папиросу, сплюнул после первой затяжки и предложил прокатиться «с ветерком» на трамвае до Литейного. Предложение было заманчивым, на мосту через Фонтанку трамвай идёт под гору, все убыстряя бег. Отказаться — показать страх, а кто же из мальчишек согласится выглядеть трусом? Тут же побежали к цирку, где была трамвайная остановка. 

 — Трамвай уже тронулся, когда мы подходили, — рассказывает Пётр Петрович. — Мы с Котей вскочили на ступеньки передней площадки прицепного вагона, даже не обратив внимания, успел ли вскочить Васька Дымогар. Котя стоял на самой нижней ступеньке, я чуть выше. Вдруг я услышал с площадки грубый мужской окрик: «Вот я вам сейчас…» Мы испугались и поднялись на площадку. Трамвай в это время на большой скорости спускался с моста. Человек, пригрозивший нам, неожиданно снял ремень и замахнулся им, но не ударил, а резко ногой вытолкнул Котю из вагона. Я испугался и молниеносно прыгнул вслед за ним, несколько раз перевернулся на мостовой и оказался почти на тротуаре. Со мной ничего не случилось — отделался лёгкими ушибами. Я встал на ноги и увидел остановившийся трамвай. Люди столпились у подножки второго вагона. Я протолкался вперед и увидел Котю с перебитой ногой, в крови, очень бледного, а рядом валялась шерстяная обмоточка, которой он обычно обертывал ноги от ботинка до колена. Дядьки с ремнем я не заметил, не было и Васьки Дымогара. 

  Котю поднял какой-то военный и на попутной машине доставил в больницу Памяти жертв революции… (ныне — Мариинская больница на Литейном проспекте). Хирурги, производившие ампутацию ноги, определили, что у Коти, кроме того, раздавлено бедро. От потери крови мальчик очень ослабел и умер 24 апреля.»

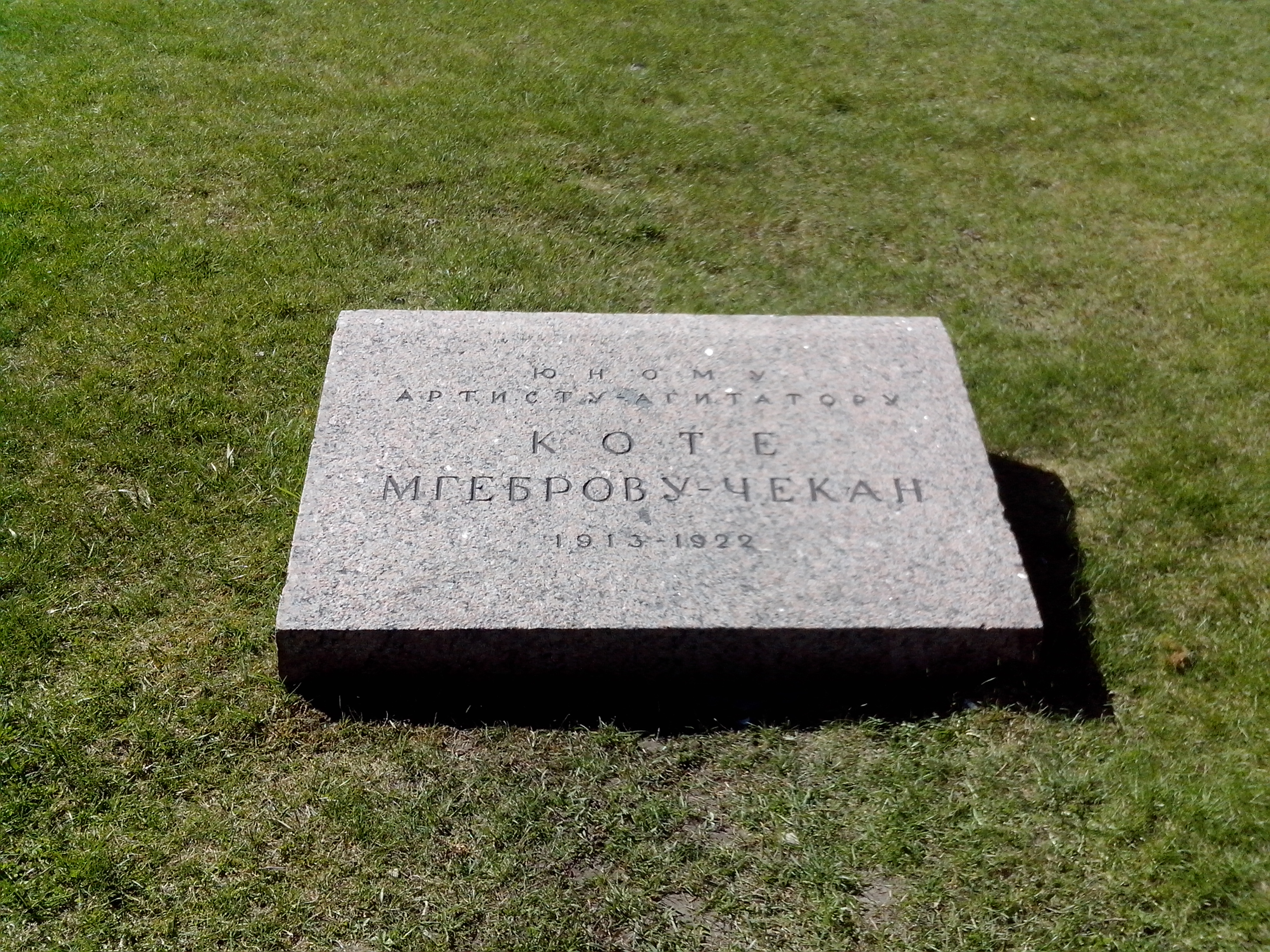
Могила Коти на Марсовом поле в Санкт-Петербурге

После смерти распространялись различные версии о причинах гибели артиста. В частности, родители актера были уверены, что смерть сына наступила не в результате несчастного случая, а носила характер политического террора со стороны противников Советской власти.
Несмотря на юный возраст, актёр был широко известен в городе. В Пролеткульте был вывешен некролог о его кончине. Весть о гибели артиста быстро распространилась в Петрограде. В «Петроградской правде» за 26 апреля 1922 года на третьей странице был помещён некролог с подробными сведениями о театральной деятельности и смерти мальчика:

«В понедельник 24-го апреля трагически умер, попав под трамвай, маленький артист петроградского пролеткульта 9-летний Котя Мгебров-Чекан.

С 1918 года Котя Мгебров-Чекан до последнего времени перед большими и малыми пролетарскими аудиториями читал революционные стихи. Всего несколько дней тому назад он выступал в коммунистическом университете на объединённом собрании рабфаковцев. В конце декабря 1918 года и весь 1919 год он выступал в Пскове, Валке, Юрьеве, Риге как декламатор и артист почти в двух десятках концертов и спектаклей с агитационно-пропагандистской труппой пролеткульта. Во время наступления Юденича вместе с артистами „Героического театра“ вдохновлял красноармейцев под Красной Горкой. В 1921 году во время „Кронштадтского восстания“ он опять под Кронштадтом и снова вдохновляет бойцов.

Подробности смерти таковы: 22 апреля в 4 часа он взял у матери хлеба отнести знакомому, более его голодающему мальчику. На Моховой улице вскочил в трамвай. Стоящий на площадке неизвестный старик столкнул его, и трамвай перерезал мальчику обе ноги.

Склоним головы перед ним, как перед революционным юношеством, так много отдавшим и отдающим в общей борьбе за освобождение пролетариата.

Похороны состоятся сегодня в 12 часов с Караванной улицы 14 на пл. Жертв Революции (Марсово Поле).

И. Никитин»

Похоронен на Марсовом поле.
В начале 1950-х годов, во время реставрации памятников на Марсовом Поле, сотрудниками Музея городской скульптуры по ходатайству культурно-просветительного отдела исполкома Ленинградского городского Совета на могильной плите была высечена надпись: «Юному артисту-агитатору Коте Мгеброву-Чекан. 1913—1922».

## Память
Сразу после смерти артиста в Пролеткульте появилась идея торжественных похорон, увековечивания памяти в качестве борца за светлое будущее, переименования Манежной площади в его честь. Петросовет решение собрания Пролеткульта не одобрил, но было принято решение организовать торжественные похороны юного артиста-агитатора на площади Жертв революции (Марсовом поле).
В советские годы на могиле Коти находилось одно из мест, где школьников Ленинграда принимали в пионеры.
Судьба мальчика, в том числе несколько версий его гибели, нашли отражение в рассказе писателя А. Орлянского «Сердце коммунара должно быть чистым!», опубликованном в 1958 году в альманахе «Дружба».
Котя послужил прототипом героя написанной в 1970 году повести «Был настоящим трубачом» ленинградского писателя Юрия Яковлева. В 1973 году режиссёр Константин Бромберг снял на основе повести одноимённый фильм. В консультанты фильма съёмочная группа пригласила мать артиста — Викторию Владимировну Чекан. Роль Коти сыграл Эвалдас Микалюнас. В 1970-х годах по повести прозвучала радиопостановка «Мой боевой друг» (актёры: Ю. Волынцев, З. Бокарека, И. Кваша и другие).
В 1976 году в 11-м номере журнала «Костёр» появилась повесть Курбатова К. «Легенда о маленьком коммунаре», переизданная позднее в 2-х сборниках: «За тебя, Революция» (1977) и «Гремите, барабаны» (1982).
Статья о Коте есть также в книге Бондаренко А. Ю. «Юные герои Отечества», изданной в 2011 году в Москве.

## Адреса в Санкт-Петербурге
- Караванная ул., д. 14 — место проживания в 1922 г.
- Итальянская ул., д. 27 — место расположения Пролеткульта.

## Семья
- Отец — Мгебров Александр Авельевич (1884—1966) — актёр
- Мать — Чекан Виктория Владимировна (1888—1974) — актриса.
- Сестра — Бортина Виктория Александровна (1921—1997) — актриса, педагог, режиссёр[4]
- Дядя (со стороны отца) — Мгебров Владимир Авельевич (1886—1915) — штабс-капитан, русский конструктор бронетехники.
- Дед (со стороны отца) — Мгебров Авель (Авессалом) Иванович (1845—после 1921) — генерал-лейтенант Русской Императорской армии.